# Szécsény

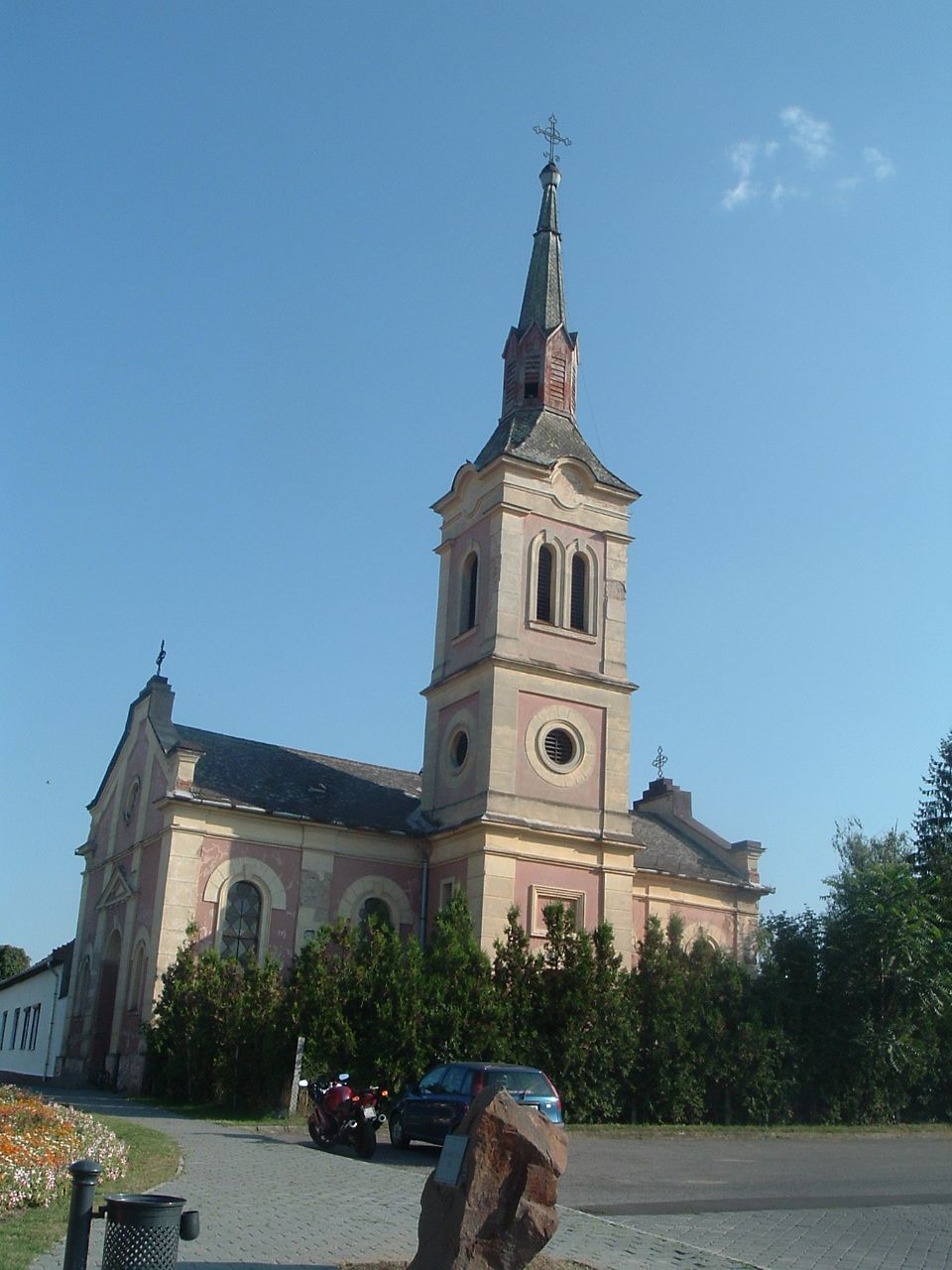
Szécsény

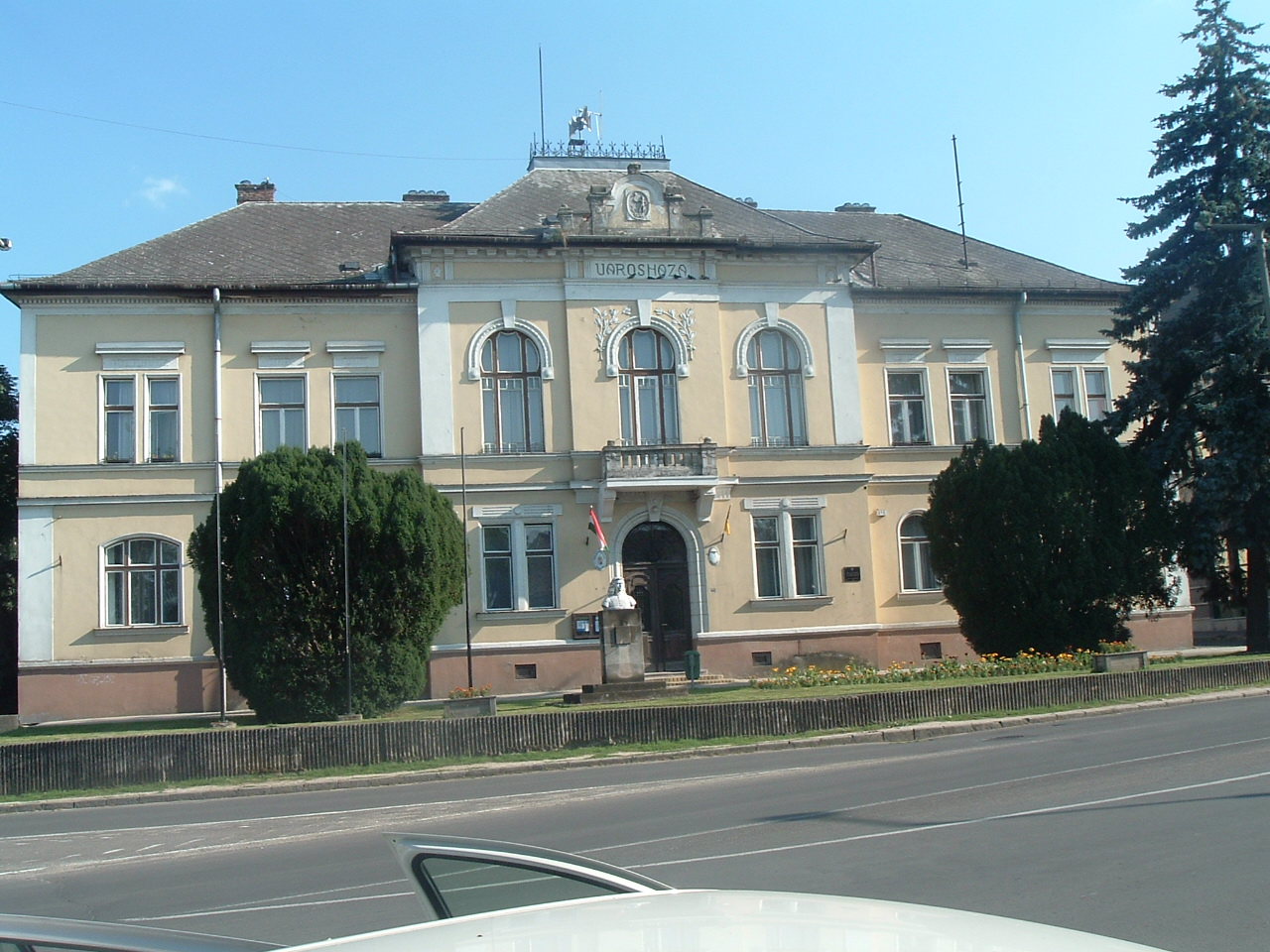
Szécsény

Szécsény är en mindre stad i distriktet med samma namn i provinsen Nógrád i norra Ungern. Szécsény hade år 2020 totalt 5 554 invånare.